# Tapauá
Tapauá é um município brasileiro do interior do estado do Amazonas, Região Norte do país. Localiza-se a sul de Manaus, capital do estado, distando desta cerca de 565 quilômetros. Sua população, estimada pelo Instituto Brasileiro de Geografia e Estatística (IBGE) em 2021, era de 16 876 habitantes, sendo assim o quadragésimo sétimo município mais populoso do estado do Amazonas. Seu Índice de Desenvolvimento Humano (IDH) é de 0.502, de acordo com dados de 2010, o que é considerado médio pelo PNDU.
É pertencente à Região Geográfica Intermediária de Lábrea e Região Geográfica Imediata de Lábrea.

## Histórico

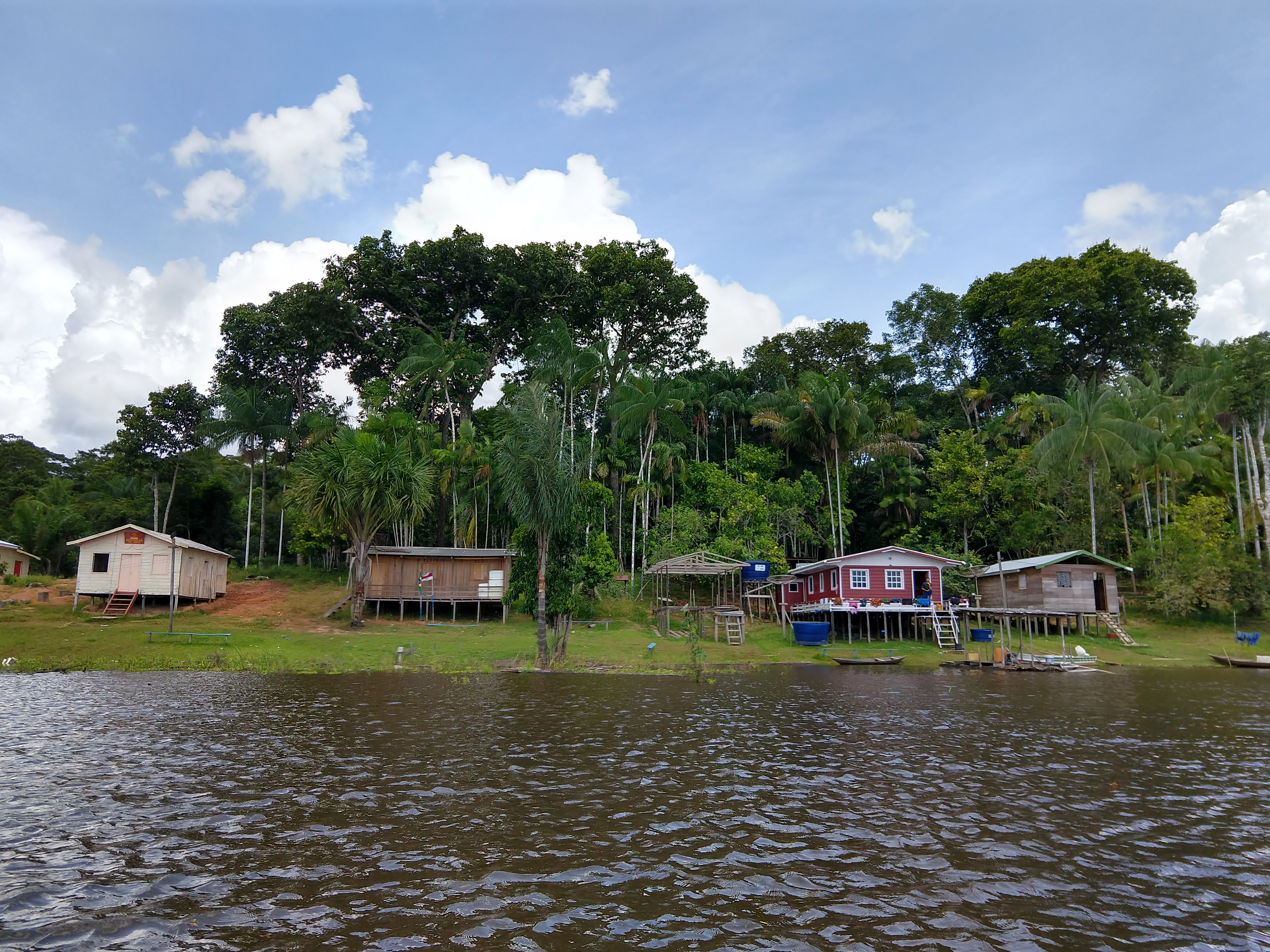
Reserva Biológica - REBIO do Abufari de nível Federal, em Tapauá (AM).

O distrito de Boca do Tapauá foi criado através da lei estadual nº 176, de 01-12-1938 sendo subordinado ao município de Canutama no período de 1939 a 1943, permanecendo em divisão territorial desmembrada datada a partir de 1 de julho de 1955. 
Elevado à categoria de município com denominação de Tapauá, pela lei estadual nº 96, de 19 de dezembro de 1955, sede no atual distrito de Tapauá (ex-Boca de Tapauá), constituído do distrito sede instalado em 31 de janeiro de 1956.
No dia 10 de dezembro de 1981 através da Emenda Constitucional nº 12. o município de Tapauá perde partes de seu território, em favor dos novos municípios. 

## Geografia
Pelo município passa o rio Tapauá, rio Ipixuna e o maior e principal: Rio Purus.

## Demografia
Em 2021, a população do município foi registrada pelo Instituto Brasileiro de Geografia e Estatística (IBGE) em 16 876 habitantes. Segundo o censo do ano de 2010, 10 075 habitantes eram homens e 9 002 habitantes eram mulheres. Ainda segundo o mesmo censo, 10 618 habitantes viviam na zona urbana (55,66%) e 8 459 na zona rural (44,34%). Da população total em 2010, 7 630 habitantes (40,0%) tinham menos de 15 anos de idade, 10 812 habitantes (56,68%) tinham de 15 a 64 anos e 635 habitantes (3,33%) possuíam mais de 65 anos, sendo que a esperança de vida ao nascer era de 66,6 anos e a taxa de fecundidade total por mulher era de 4,4.

## Religião

### Censo de 2022
Religiões em Tapauá (2022)
Na divulgação dos resultados preliminares, do Censo de 2022, o IBGE informou que a população de Tapauá era composta, no ano da realização do Censo, por: 60,7% protestantes, 30,41% de católicos romanos, 4,51% sem religião, 2,58% tradições indígenas, 0,86% de outras religiões e 0,96% não responderam ou não declararam a religião.
Neste ano, Tapauá foi uma das 58 cidades brasileiras em que o Protestantismo era a religião majoritária e uma das 244 cidades onde era a maior religião.

## Infraestrutura

### Saúde
O município possuía, em 2009, 8 estabelecimentos de saúde, sendo todos estes públicos municipais ou estaduais, entre hospitais, pronto-socorros, postos de saúde e serviços odontológicos. Neles havia 30 leitos para internação. Em 2014, 99,09% das crianças menores de 1 ano de idade estavam com a carteira de vacinação em dia. O índice de mortalidade infantil entre crianças menores de 5 anos, em 2016, foi de 20,57 indicando um aumento em comparação com 1995, quando o índice foi de 17,65 óbitos a cada mil nascidos vivos. Entre crianças menores de 1 ano de idade, a taxa de mortalidade aumentou de 17,65 (1995) para 20,57 a cada mil nascidos vivos, totalizando, em números absolutos, 156 óbitos nesta faixa etária entre 1995 e 2016. No mesmo ano, 34,45% das crianças que nasceram no município eram de mães adolescentes. Conforme dados do Sistema Único de Saúde (SUS), órgão do Ministério da Saúde, a taxa de mortalidade devido a acidentes de transportes terrestres registrou 5,54 óbitos, em 2016, representando um aumento se comparado com 1996, quando não se registrou nenhum óbito neste indicador. Ainda conforme o SUS, baseado em pesquisa promovida pelo Sistema de Informações Hospitalares do DATASUS, houve 2 internações hospitalares relacionadas ao uso abusivo de bebidas alcoólicas e outras drogas, entre 2008 e 2017.
A taxa de mortalidade infantil média na cidade é de 5.22 para 1.000 nascidos vivos, sendo o quinto melhor resultado entre os municípios do estado do Amazonas. Em 2016, 25% das mortes de crianças com menos de um ano de idade foram em bebês com menos de sete dias de vida. Óbitos ocorridos em crianças entre 7 e 27 dias de vida foram 12,50% dos registros. Outros 62,50% dos óbitos foram em crianças entre 28 dias e um ano de vida. No referido período, houve 11 registros de mortalidade materna, que é quando a gestante entra em óbito por complicações decorrentes da gravidez. O Ministério da Saúde estima que 100% das mortes que ocorreram em 2016, entre menores de um ano de idade, poderiam ter sido evitadas, especialmente pela adequada atenção à saúde da gestante, bem como por uma adequada atenção à saúde do recém-nascido. Cerca de 98,8% das crianças menores de 2 anos de idade foram pesadas pelo Programa Saúde da Família em 2014, sendo que 0,6% delas estavam desnutridas.
Até 2009, Tapauá possuía estabelecimentos de saúde especializados em clínica médica, obstetrícia, pediatria e traumato-ortopedia, e nenhum estabelecimento de saúde com especialização em psiquiatria e cirurgia buco maxilofacial. Dos estabelecimentos de saúde, apenas 1 deles era com internação. Até 2016, havia 3 registros de casos de HIV/AIDS, tendo uma taxa de incidência, em 2016, era de 11,09 casos a cada 100 mil habitantes, e a mortalidade, em 2016, 0 óbitos a cada 100 mil habitantes. Entre 2001 e 2012 houve 139 casos de doenças transmitidas por mosquitos e insetos, sendo a principal delas a leishmaniose e a dengue.